# Bibirevo
Bibirevo (Муниципальный округ Бибирево) est un district municipal de la ville de Moscou, capitale de la Russie, dépendant du district administratif nord-est.

## Territoire et frontières
Les limites du territoire du district de Bibirevo, situé dans le district administratif nord-est de la ville de Moscou, suivent l'axe de la ligne électrique à haute tension 500 kV, puis l'axe de la rivière Chermyanka, l'axe de la voie ferrée de Beskudnikovo, les axes de la rue Kostromskaïa, de la chaussée Altoufievskoïe, et enfin la limite administrative de la ville de Moscou (la bordure extérieure de l'anneau routier de Moscou, incluant tous les échangeurs routiers) jusqu'à la ligne électrique à haute tension 500 kV.
La superficie du district s'élève à 645 hectares, dont 572 hectares sont des zones bâties.

## Histoire
La localité située sur la rive droite de la rivière Olchanka tire son nom du village de Bibirevo, connu depuis la fin du XVIe siècle. Jusqu'en 1774, le village et les terres environnantes appartenaient au monastère féminin de l'Ascension, fondé par la grande-princesse Eudoxie, épouse de Dmitri Donskoï. Le monastère lui-même était situé sur le territoire du Kremlin de Moscou, et les religieuses se rendaient à Bibirevo pendant l'été. En 1774, le village passa sous l'administration du Collège d'économie d'État, et ses paysans devinrent des serfs d'État.
L'église de Saint-Serge de Radonège à Bibirevo fut consacrée en 1894 en signe de gratitude envers Dieu pour avoir épargné les habitants du village du choléra. L'église fut construite à côté de l'église en bois de l'Annonciation de la Mère de Dieu, connue depuis le XVIe siècle.
En 1852, le village comptait 164 paysans, 36 foyers et une église.
Au début du XIXe siècle, les premières entreprises industrielles firent leur apparition à Bibirevo. En 1896, l'industriel Wilhelm Augustovich Rühl y construisit une tannerie. Trois ans plus tard, la citoyenne d'honneur Praskovia Gousseva fonda une briqueterie à Bibirevo.
En 1922, 19 familles parmi les plus pauvres formèrent une coopérative agricole nommée d'après le monastère de l'Ascension, qui avait possédé le village. Dans les années 1930, la coopérative fut transformée en kolkhoze nommé «Krasnaïa Niva» (Gloèbe Rouge).
À la fin des années 1920 et au début des années 1930, Bibirevo et ses environs faisaient partie du raïon de Krasnaïa Poliana dans l'oblast de Moscou. En 1960, il fut intégré au raïon de Dzerjinski de la ville de Moscou. À la fin des années 1960, le territoire actuel de Bibirevo devint une zone de construction massive de logements. En 1967, Bibirevo fut rattaché au raïon de Kirov. En 1991, à la suite d'une réforme administrative, une partie de son territoire fut attribuée au district municipal de «Bibirevo», et une autre au district «Altoufievo».

## Parcs et places
Le district de Bibirevo compte trois parcs et un grand square: la pépinière de Lianozovo (63 hectares), le village ethnographique «Bibirevo» (12 hectares, dont 9,58 hectares d'espaces verts), le parc de la Lumière (7,5 hectares) et le square «Allée de l'Amitié».
Parc de la Lumière à Bibirevo
Le parc de la Lumière a été inauguré en 2019 sur le site d'un ancien square de quartier. Il est équipé de balançoires circulaires lumineuses, d'aires de jeux pour enfants, d'une zone de street workout et d'un espace pour les chiens. Des pistes cyclables y ont été aménagées et plus de 150 nouveaux lampadaires ont été installés. L'élément artistique unique du parc est une sculpture représentant une famille de castors, symbole du district.
Village ethnographique «Bibirevo»
Le village ethnographique «Bibirevo» a été créé en 2003 sur un terrain abandonné le long de la rivière Chermianka, où se trouvait autrefois le village de Podouchkino au XIXe siècle. L'inauguration officielle du parc a eu lieu en 2004. Le parc a été entièrement réaménagé en 2018: les allées de la zone de loisirs côté rue Korneïtchouk (partie nord du parc) ont été reconstruites, l'espace devant la scène a été rénové, les aires de jeux pour enfants sur la rive est de la Chermianka ont été modernisées, de nouveaux équipements de street workout ont été installés, et un terrain de mini-football a été aménagé.
Pépinière de Lianozovo
La pépinière de Lianozovo fait partie de la réserve naturelle «Altoufievo», qui est divisée en deux parties par la route d'Altoufievo. La superficie totale de la réserve est de 121,2 hectares. La partie située dans le district de Bibirevo couvre environ 63 hectares et est principalement composée d'un parc boisé avec des bouleaux, des pins, des aulnes et des saules, ainsi que plusieurs plantes protégées, comme le muguet de mai, l'iris jaune et la myosotis des marais. Le parc dispose de zones de loisirs, notamment une aire de jeux pour enfants, des équipements de street workout et des tables de pique-nique. À l'entrée du parc se trouve une arche fantaisiste représentant des troncs d'arbres sur lesquels sont perchés des écureuils et une chouette.
Square «Allée de l'Amitié»
Le square «Allée de l'Amitié» a été inauguré le 9 août 2000 en l'honneur de l'accord signé le 3 février 2000 entre le gouvernement de Moscou et l'administration municipale de Kiev pour établir des liens de jumelage. On y trouve des obélisques symbolisant l'amitié entre la Russie et l'Ukraine, peints aux couleurs des drapeaux des deux pays. Le square comprend une aire de jeux pour enfants, une zone de street workout, des tables de ping-pong, un espace pour les chiens et des bancs pour se reposer.

En 2022, un nouveau square a été aménagé: des aires de jeux pour enfants, une zone sportive et une plateforme d'observation ont été créées. Les travaux ont également inclus le remplacement du revêtement en asphalte, la pose de pelouses, l'installation de nouveaux lampadaires, la plantation d'arbres et d'arbustes. Une piste de jogging, des zones de détente et un espace pour les chiens ont également été ajoutés.

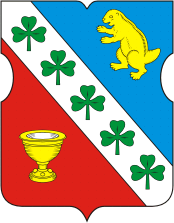
Armes du district
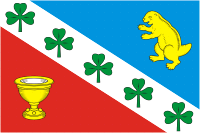
Drapeau du district